# آرتور هانیکات
آرتور هانیکات (انگلیسی: Arthur Hunnicutt؛ ۱۷ فوریهٔ ۱۹۱۰ – ۲۶ سپتامبر ۱۹۷۹) یک هنرپیشه اهل ایالات متحده آمریکا بود.
از فیلم‌ها یا برنامه‌های تلویزیونی که وی در آن نقش داشته است می‌توان به کت بالو، هری و تونتو اشاره کرد.